# Никитская (деревня)
Никитская — деревня в Терновском районе Воронежской области России.
Входит в состав Алешковского сельского поселения.

## География

### Улицы
| - ул. Полевая - ул. Садовая - ул. Самойлова - ул. Центральная | - пер. Луговой - пер. Речной - пер. Солнечный |

## Население
| 2010 |
| ---- |
| 384  |

## Инфраструктура
В деревне имеется Никитовская общеобразовательная школа, улица Центральная, 31.